# Дискретний логарифм
В математиці, особливо в абстрактній алгебрі і її застосуваннях, дискретний логарифм — теоретико-груповий аналог звичайного логарифма. Зокрема, звичайний логарифм loga(b) — це розв'язок рівняння ax = b у полі дійсних або комплексних чисел. Подібно, якщо g і h елементи зі скінченної циклічної групи G, тоді розв'язок x рівняння gx = h зветься дискретним логарифмом h за основою g в групі G.

## Приклад
Мабуть найпростіше зрозуміти дискретні логарифми в групі (Zp)×. Це множина {1, …, p − 1} класів конгруентності щодо множення за модулем просте p.
Якщо ми хочемо знайти k-й степінь числа з цієї групи, ми можемо зробити це знайшовши його k-й степінь і вирахувавши остачу від ділення на p. Цей процес називається дискретним піднесенням до степеня. Наприклад, розглянемо (Z17)×. щоб обчислити 34 в цій групі, ми спершу обчислюємо 34 = 81, і тоді ділимо 81 на 17, отримуючи в залишку 13. Отже в групі (Z17)× 34 = 13 .
Дискретний логарифм — це просто обернена операція. Наприклад, візьмемо рівняння 3k ≡ 13 (mod 17) for k. Як показано вище k=4 є розв'язком. Через те що 316 ≡ 1 (mod 17), також випливає, що якщо n ціле, тоді 34+16 n ≡ 13 × 1n ≡ 13 (mod 17). Звідси, рівняння має нескінченно багато розв'язків у вигляді 4 + 16n. Більше того, тому що 16 є найменшим додатнім цілим m, що задовільняє 3m ≡ 1 (mod 17), тобто 16 — це показник 3 в (Z17)×, це єдині розв'язки. Тотожно, Розв'язок можна виразити як k ≡ 4 (mod 16).

## Постановка задачі
Нехай в деякій скінченній мультиплікативній абелевій групі {\displaystyle G} задане рівняння 

{\displaystyle g^{x}=a.}
(1)

Розв'язок задачі дискретного логарифмування полягає в віднайдені деякого цілого невід'ємного числа {\displaystyle x}, яке задовольняє рівнянню (1). Якщо воно розв'язне, в нього повинно бути хоча б один натуральний розв'язок, що не перевищує порядок групи. Це одразу грубо оцінює складність алгоритму пошуку розв'язків з гори — алгоритм повного перебору, покрокового піднесення бази до наступного степеня (англ. trial multiplication), вимагає час виконання лінійний до розміру групи {\displaystyle G} і отже, показниково залежить від кількості цифр в розмірі групи. Існує дієвий квантовий алгоритм.
Найчастіше розглядається випадок, коли {\displaystyle G=\langle g\rangle }, тобто циклічна, породжена елементом {\displaystyle g}. В такому разі рівняння завжди має розв'язок. У випадку довільної групи питання розв'язності задачі дискретного логарифмування вимагає окремого розгляду.

## Приклад
Найпростіше розглянути задачу дискретного логарифмування в кільці класів рівності за модулем простого числа.
Нехай дано порівняння
| {\displaystyle 3^{x}\equiv 13{\pmod {17}}.} |

Будемо розв'язувати задачу методом перебору. Випишемо таблицю всіх степенів числа 3. Кожен раз ми обчислюємо остачу від ділення на 17 (наприклад, 33≡27 — остача від ділення на 17 дорівнює 10).
| 31 ≡ 3  | 32 ≡ 9  | 3 ≡ 10  | 34 ≡ 13 | 35 ≡ 5   | 36 ≡ 15 | 37 ≡ 11 | 38 ≡ 16 |
| 39 ≡ 14 | 310 ≡ 8 | 311 ≡ 7 | 312 ≡ 4 | 313 ≡ 12 | 314 ≡ 2 | 315 ≡ 6 | 316 ≡ 1 |

Зараз легко побачити, що розв'язком порівняння є x=4, оскільки 34≡13.
Зазвичай, на практиці модуль є досить великим числом, щоб метод повного перебору виявився занадто повільним, тому виникає потреба у швидших алгоритмах.

## Алгоритми розв'язання

### У довільній мультиплікативній групі
Розв'язності задачі дискретного логарифмування у довільній скінченній абелевій групі присвячена стаття J. Buchmann, M. J. Jacobson і E. Teske. В алгоритмі використовується таблиця, що складається з {\displaystyle O({\sqrt {|\langle g\rangle |}})} пар елементів і виконується {\displaystyle O({\sqrt {|\langle g\rangle |}})} множень. Цей алгоритм повільний і не придатний для практичного застосування. Для конкретних груп існують ефективніші алгоритми.

### У кільці лишків за простим модулем
Розглянемо порівняння
| {\displaystyle a^{x}\equiv b{\pmod {p}},} | (2) |

де {\displaystyle p} — просте, {\displaystyle b} не ділиться на {\displaystyle p}. Якщо {\displaystyle a} це твірний елемент групи {\displaystyle \mathbb {Z} /p\mathbb {Z} }, то рівняння (2) має розв'язок за будь-яких {\displaystyle b}. Такі числа {\displaystyle a} ще відомі як первісні корені, і їх кількість дорівнює {\displaystyle \phi (p)=p-1}, де {\displaystyle \phi } — функція Ейлера. Розв'язок рівняння (2) можна знайти по формулі:
| {\displaystyle x\equiv \sum \limits _{i=1}^{p-2}(1-a^{i})^{-1}b^{i}{\pmod {p}}.} |

Однак, складність обчислення за цією формулою гірше ніж складність перебирання.
Наступний алгоритм має складність {\displaystyle O({\sqrt {p}}\cdot \log {p})}.
Алгоритм
1. Присвоїти {\displaystyle H:=\left\lfloor {\sqrt {p}}\right\rfloor +1}
2. Обчислити {\displaystyle c=a^{H}{\bmod {p}}}
3. Скласти таблицю значень {\displaystyle c^{u}{\bmod {p}}} для {\displaystyle 1\leq u\leq H} і відсортувати її.
4. Скласти таблицю значень {\displaystyle b\cdot a^{v}{\bmod {p}}} для {\displaystyle 0\leq v\leq H} і відсортувати її.
5. Знайти спільні елементи в таблицях. Для них {\displaystyle c^{u}\equiv b\cdot a^{v}{\pmod {p}},} звідки {\displaystyle a^{Hu-v}\equiv b{\pmod {p}}.}
6. Видати {\displaystyle Hu-v}.

Існує також багато інших алгоритмів для розв'язання задачі дискретного логарифмування у полі лишків. Їх прийнято розділяти на експоненційні і субекспоненційні. Поліноміального алгоритму для розв'язання цієї задачі не існує.